# Fundo das Figueiras
Fundo das Figueiras (crioll capverdià Funda das Figéras) és una vila a la part oriental de l'illa de Boa Vista a l'arxipèlag de Cap Verd. Es troba a 21 kilòmetres de la capital de l'illa, Sal Rei.
El llogaret és compost per diversos carrers amb ombres ofertes per arbustos d'hibiscus i buguenvíl·lea, davant de cases de rés-del-sòl, de parets pintades amb colors vius i persianas de colors contrastants. Té l'església de São João Baptista and a restaurant. i un petit estadi de futbol. Des de 2008 hi és força activa una ONG per tal de protegir la posada d'ous de tortuga a la platja de Porto Ferreira, a l'est de Fundo das Figueiras.